# Ayne Bru
Ayne (Aine) Bru (probablement une prononciation catalane de Hans Brün) est un peintre de la Renaissance du XVIe siècle d'origine allemande ayant travaillé en Catalogne. Il pourrait venir de Lummen, dans le duché de Brabant. Il est parfois appelé Lucius de Brun. Son nom de famille suggère qu'il serait originaire de Brünn.

## Retable

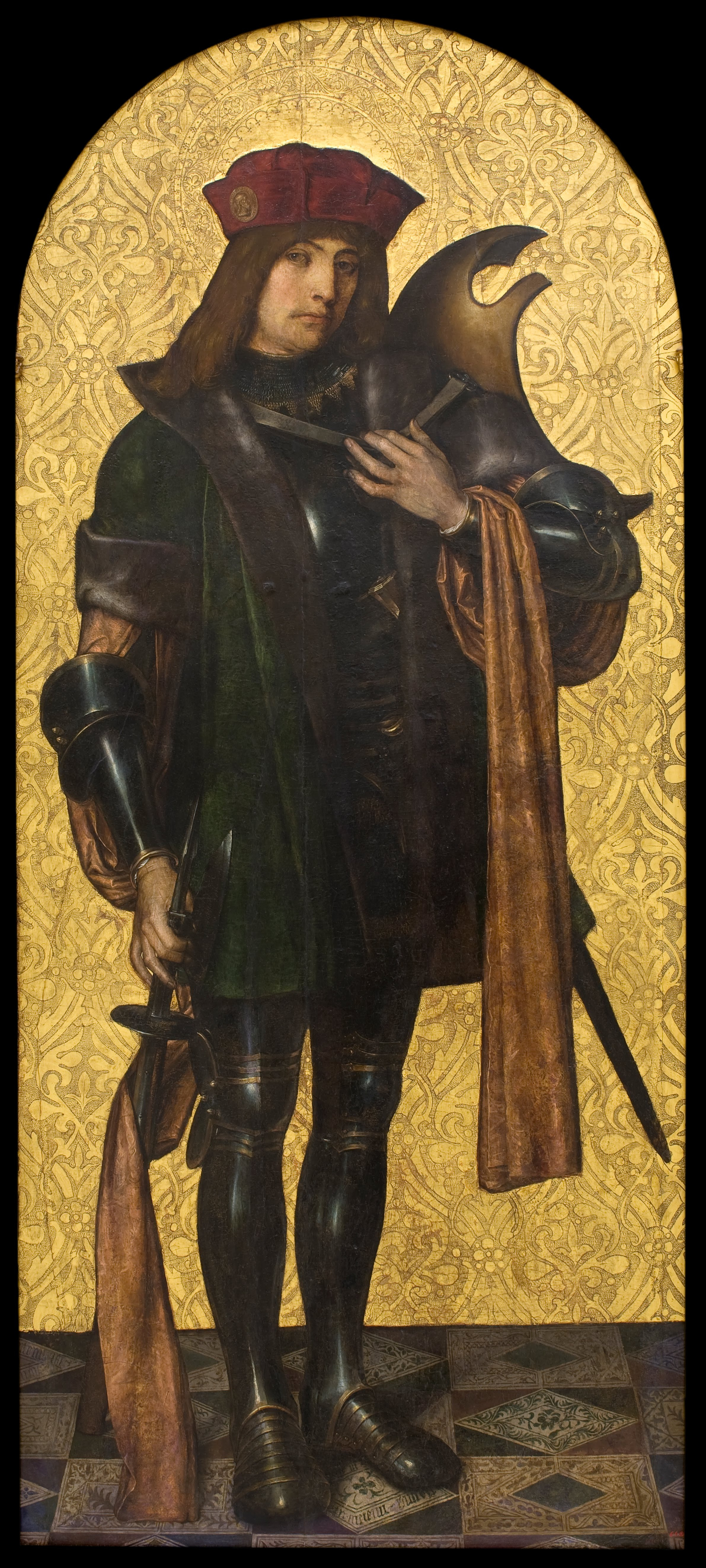
Saint Cadidus, Ayne Bru.

En 1502, il est recruté pour peindre le retable de l'autel principal de l'église du monastère de Sant Cugat del Vallès, pour lequel il est rémunéré entre 1504 et 1507. L'œuvre est conservée au musée national d'art de Catalogne.
Le panneau central représente le martyre de saint Cucufa (en catalan, sant Cugat) avec un réalisme impressionnant. Le bourreau tranche la gorge du saint qui reste attachée à un tronc d'arbre. Le chien qui dort paisiblement au pied du saint a ensuite été emprunté par Salvador Dalí pour deux peintures intitulées Dalí nu ou Dalí Dalí Dalí, et Dali à six ans. Au fond, la campagne anachronique comprend le monastère de Sant Cugat. Un autre panneau, représentant saint Georges (parfois identifié à saint Candide ou simplement nommé « Saint guerrier ») a été joint au précédent. 
Marcel Durliat estime que, si l'expressionnisme de cette peinture est la preuve d'une tradition artistique germanique, la représentation des personnages debout en costume contemporain, typique du Quattrocento, ainsi que d'autres détails, indiquent que le peintre a peut-être vécu ou étudié dans l'Italie du Nord avant de s'installer à Barcelone. 